# Calamus papuanus
Calamus papuanus är en enhjärtbladig växtart som beskrevs av Odoardo Beccari. Calamus papuanus ingår i släktet Calamus och familjen Arecaceae. Inga underarter finns listade i Catalogue of Life.